# Preben Knuth
Preben Georg Viggo Julius greve Knuth-Winterfeldt (29. november 1906 på Frederiksberg – 27. oktober 1996) var en dansk maler. Han var alsidig og har malet landskaber, figurbilleder og portrætter. Han bevægede sig fra naturalisme i retning af abstraktion.
Preben Knuth var søn af premierløjtnant, senere direktør, farmer, kontorchef Viggo Christian greve Knuth-Winterfeldt og Clara Augusta Ingeborg f. Grüner. Han gik på Teknisk Skole og dernæst på Kunstakademiet (under Ejnar Nielsen og Aksel Jørgensen) fra maj 1923 indtil foråret 1929, grafisk skole forårssemesteret 1933. Han var hos Per Krogh og Otte Skiöld, Paris 1927-28. 
Han blev gift 1. gang 2. oktober 1936 i København med Benedicte Bartholdy Møller (24. maj 1917 i Maribo – 4. december 1988 i Bagsværd), datter af læge Helge Bartholdy Møller og Elisabeth Hammer. Ægteskabet blev opløst 1951 og han ægtede 2. gang 5. juli 1961 i København cand.mag. Ingrid Marie Gylling Hansen (født 4. november 1913 på Frederiksberg), datter af grosserer P.F. Hansen og Emilie Steensgaard.